# Andreaskerk (Spijk)
De kerk van Spijk, ook bekend als de Andreaskerk, is een middeleeuwse kerk in het dorp Spijk in de Groningse gemeente Eemsdelta.

## Geschiedenis
De kerk stamde oorspronkelijk uit de dertiende eeuw. In de zeventiende eeuw ging de kerk echter grotendeels in vlammen op en werd toen opnieuw opgebouwd. Het rechtgesloten koor kreeg toen een driezijdige sluiting. De kerk is omringd door een gracht.
Waar bij veel middeleeuwse kerken in de loop der tijden de kerktoren wegens bouwvalligheid is afgebroken en dan vervangen werd door een dakruiter, gebeurde in Spijk het omgekeerde. De dakruiter uit 1711 verdween in 1902 om plaats te maken voor een sierlijke open toren, duidelijk geïnspireerd op de toren van Uithuizermeeden. Architect was Oeds de Leeuw Wieland, die in 1897 de het jaar tevoren afgebrande toren van Uithuizermeeden had herbouwd.
Het "torentje van Spiek" wordt bezongen door Ede Staal in zijn lied "'t Hogeland".
In 2014 is de kerk overgedragen aan de Stichting Oude Groninger Kerken. De kerk werd in 2021/2022 grondig gerestaureerd.

## Afbeeldingen

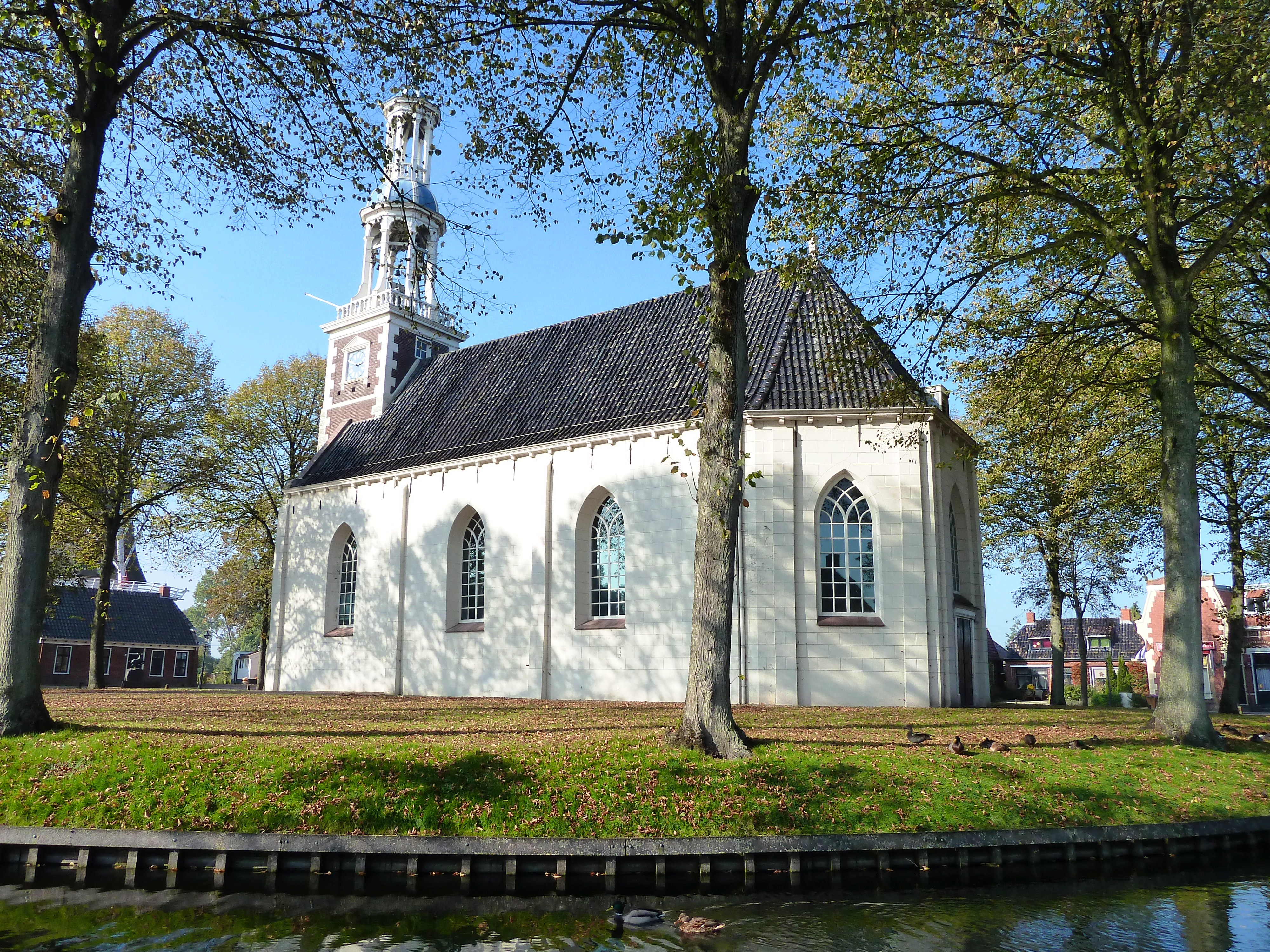
Kerk schuin van achteren gezien
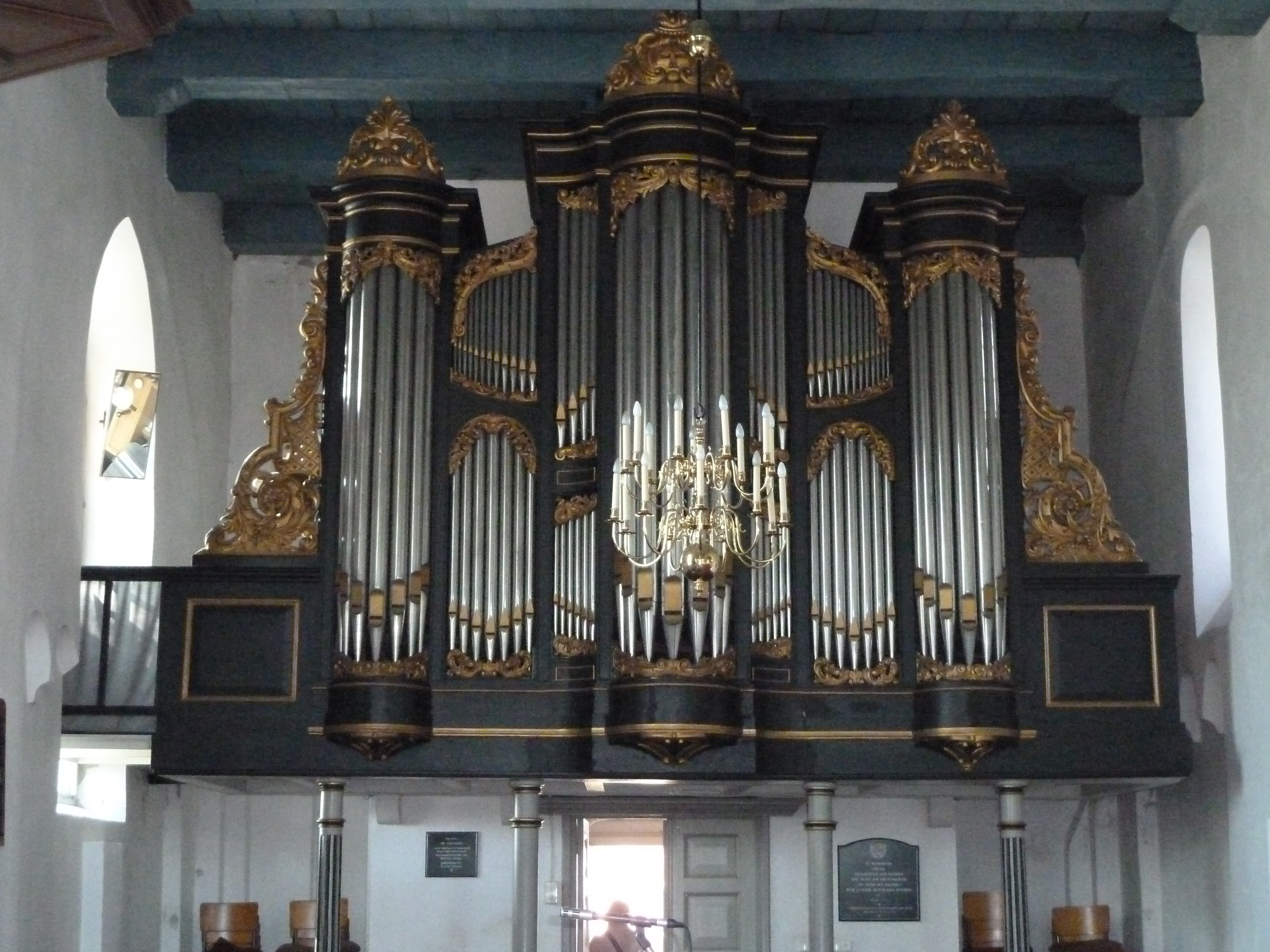
Orgel uit 1884 van de firma L. van Dam & Zn.
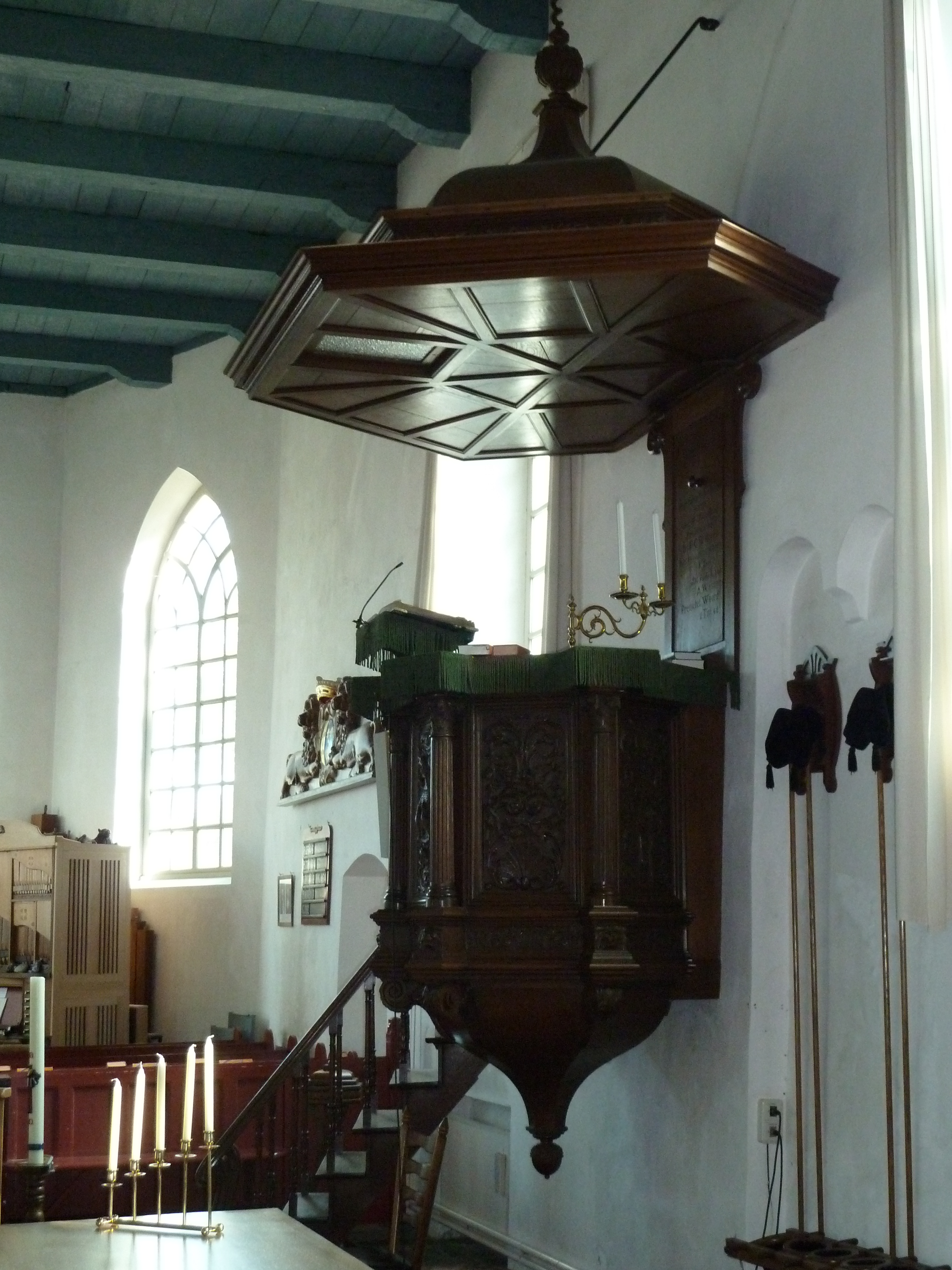
Kansel met klankbord (waarschijnlijk uit 1676)
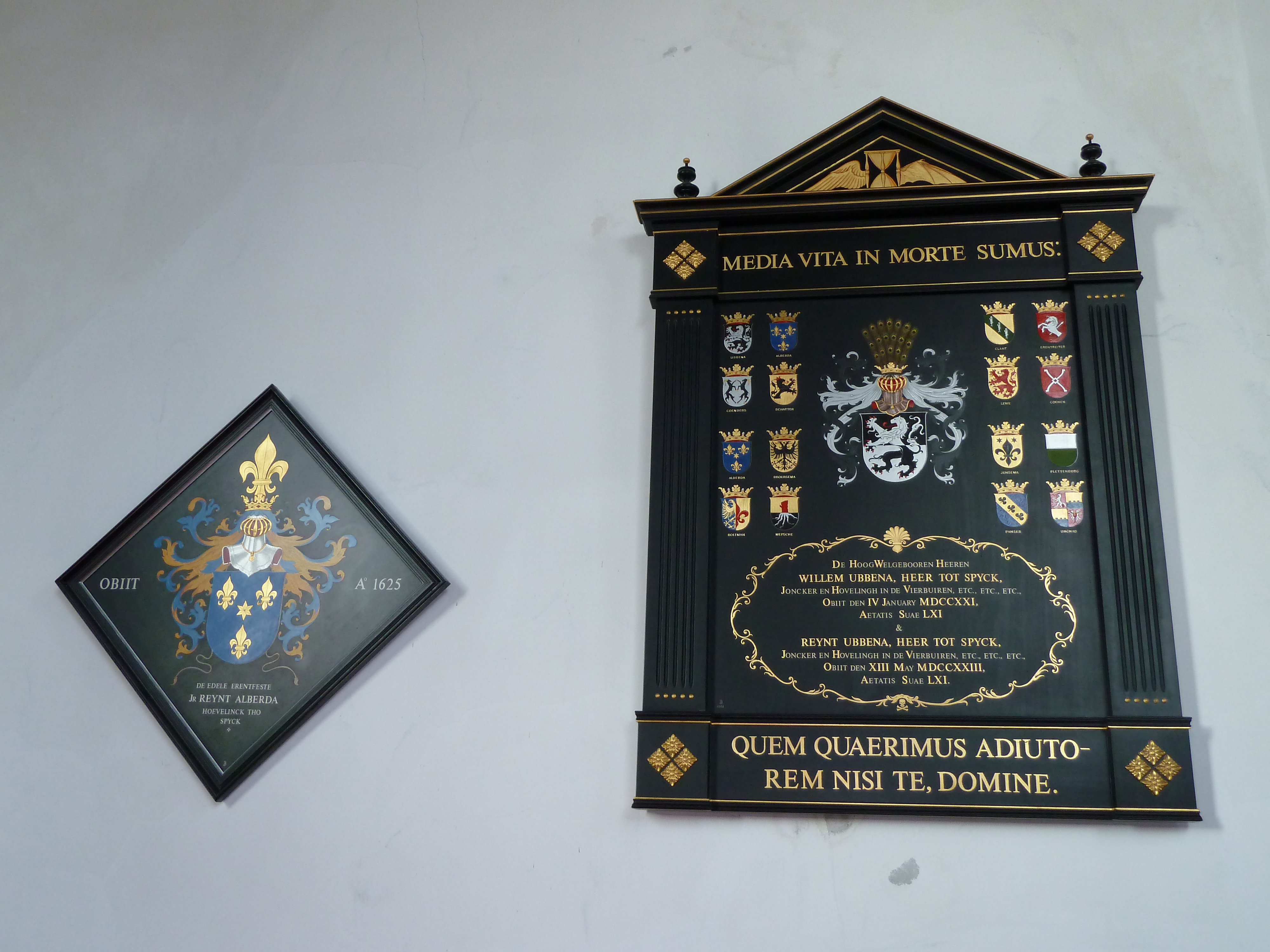
Replica's van rouwborden van Reynt Alberda († 1625) en Willem en Reynt Ubbena (†1721 en †1723)